# Neu-Ristedt
Neu-Ristedt gehört zur Ortschaft Ristedt und ist ein Ortsteil der Stadt Klötze im Altmarkkreis Salzwedel in Sachsen-Anhalt.

## Geographie
Das Dorf Neu-Ristedt liegt etwa einen Kilometer nordwestlich von Ristedt und sieben Kilometer nordwestlich von Klötze in der Altmark. Südlich und östlich fließt das Alte Wasser, das nach Norden in die Jeetze strömt.

## Geschichte

### Neuzeit

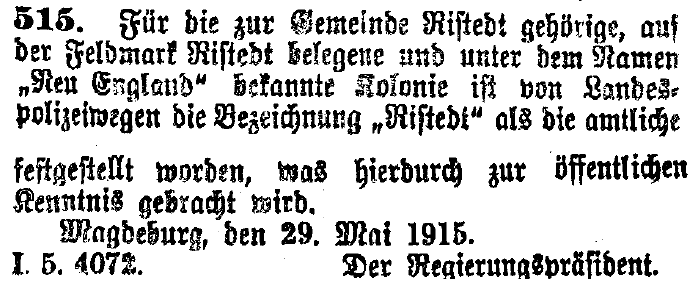
Feststellung der Schreibweise der Kolonie Ristedt

Der Ort wurde in der zweiten Hälfte des 19. Jahrhunderts als Kolonie „Neu-England“ angelegt.
Die Kolonie „Neu-England“ wurde bereits 1864 so genannt. Am 29. Mai 1915 wurde für die Kolonie die Schreibweise „Ristedt“ amtlich festgestellt.
Im Jahre 1986 wurde „Neuristedt“ als Ortsteil der Gemeinde Ristedt aufgeführt. Im Jahre 2006 war die Schreibweise „Neu-Ristedt“. Diese Schreibung wurde beibehalten. Gelegentlich ist die Schreibung „Neu Ristedt“ auf Karten zu finden.
500 Meter nördlich des Dorfes befinden sich die Reste einer alten Ziegelei, die Anfang des 20. Jahrhunderts in Betrieb war.

### Wüstung Wendisch-Ristedt
Etwa 500 Meter nordöstlich von Neu-Ristedt kann man in den Wiesen die Spuren der Wüstung Wendisch-Ristedt erkennen. Wilhelm Zahn beschreibt die Situation im Jahre 1909 so: „…bezeichen die »Kattensterten«, an welche sich fächerförmig die Hof- und Kielenden anschließen, noch deutlich die Lage des alten Runddorfes. … Die nördlich anschließende Breite heißt »Gnelleitschen«.“

### Einwohnerentwicklung
| Jahr | Einwohner |
| ---- | --------- |
| 1885 | 110       |
| 1895 | 127       |
| 1905 | 119       |
| 2018 | [0]076    |
| 2020 | [00]071   |
| 2021 | [00]071   |
| 2022 | [0]66     |
| 2023 | [0]65     |

Quelle, wenn nicht angegeben, bis 1905:

## Religion
Die evangelischen Christen aus Neu-Ristedt gehören zum Pfarrbereich Beetzendorf im Kirchenkreis Stendal im Bischofssprengel Magdeburg der Evangelischen Kirche in Mitteldeutschland.

## Kultur und Sehenswürdigkeiten
Ein Bauernhof im Dorf steht unter Denkmalschutz. Die Großsteingrab Ristedt liegt südöstlich des Dorfes im Wald.